# City of Chelmsford
Chelmsford ist ein Verwaltungsbezirk mit dem Status einer City und eines Borough in der Grafschaft Essex in England. Größte Stadt und Verwaltungssitz des Borough sowie zweitgrößte Stadt und Verwaltungssitz der Grafschaft Essex ist Chelmsford.
Der Verwaltungsbezirk wurde am 1. April 1974 gebildet und entstand aus der Fusion der Stadt Chelmsford mit dem größten Teil des Rural District Chelmsford. Am 1. Juni 2012 erhielt der Verwaltungsbezirk den Status einer City.

## Teilorte
- Chelmsford
- Danbury
- Great Baddow
- Great Oxney Green
- Pleshey
- Rettendon
- Sandon
- Writtle

Koordinaten: 51° 55′ N, 0° 28′ O